# Alfredo Ghierra
Alfredo Juan Ghierra (Montevidéu, 31 de agosto de 1891 — 16 de novembro de 1973) foi um futebolista uruguaio, fez parte da chamada Celeste Olímpica, conquistando, entre outros títulos, o bicampeonato olímpico em 1924.

## Carreira
Atuou como meia esquerda do célebre  time uruguaio  que venceu  o  torneio  de futebol nos Jogos Olímpicos de 1924 realizados em Paris.Começou nas fileiras do extinto Universal, clube que ajudou a fundar em 1913. Defendeu também o Nacional e o Defensor Sporting, clube onde jogou com o seu irmão Adolfo Ghierra, e que o homenageou colocando o seu nome em uma tribuna do Estádio Luis Franzini.
Jogou 12 partidas pela Celeste Olímpica entre 1923 e 1926 e, além de campeão olímpico em 1924, foi três vezes campeão sul-americano em 1923, 1924 e 1926.